# Kostel svaté Marie Magdalény a Neposkvrněné Matky Boží (Přemyšl)
Kostel svaté Marie Magdalény a Neposkvrněné Matky Boží (Kościół św. Marii Magdaleny i Matki Bożej Niepokalanej), znám také pod názvem „Františkánský kostel“ se nachází v centru Přemyšlu (ul. Franciszkańska 2a) a navazuje na něj klášter františkánů.

## Historie
První chrám byl postaven již v roce 1378, v roce 1638 byl významně poškozen požárem. Rekonstrukce trvala až do roku 1658, kostel ve své nové podobě přežil až do poloviny 18. století, kdy bylo rozhodnuto o jeho zbourání a vybudování nového chrámu, který existuje dodnes. Stavba trvala 24 let (1754–1778) a byla vysvěcena 19. července 1778. V roce 1864 v kostele vypukl požár, v jehož důsledku byla následně snížena střecha a obě věže, odstraněna malá vížka se zvonem a přestavěna fasáda. Další renovační a konzervační práce byly provedeny v letech 1918–1930 a 1974–1987.

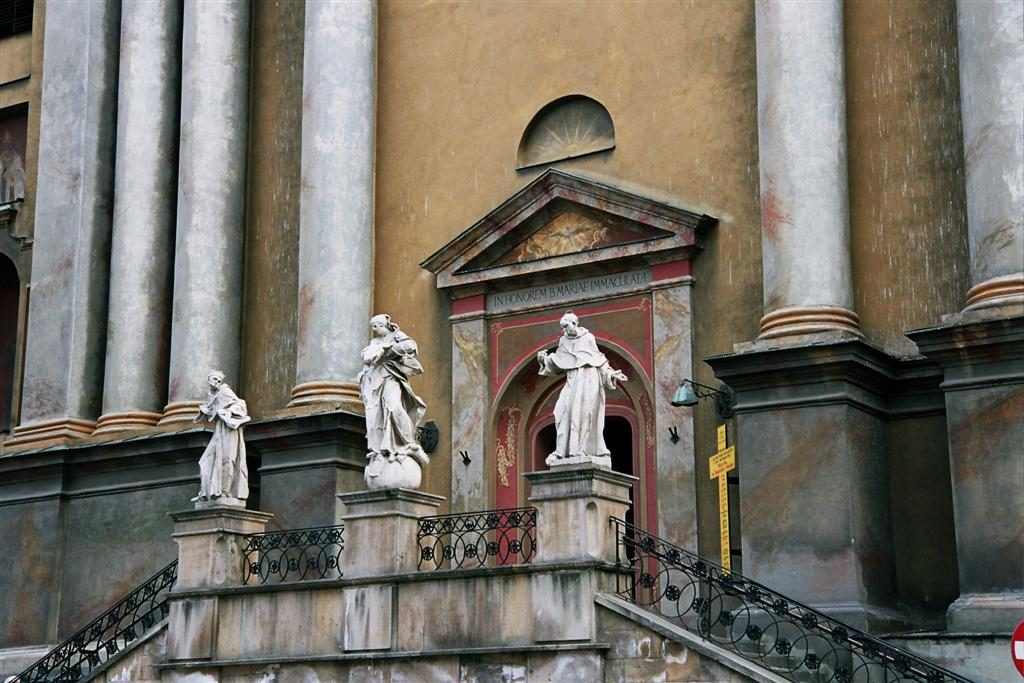
Sochy před průčelím kostela

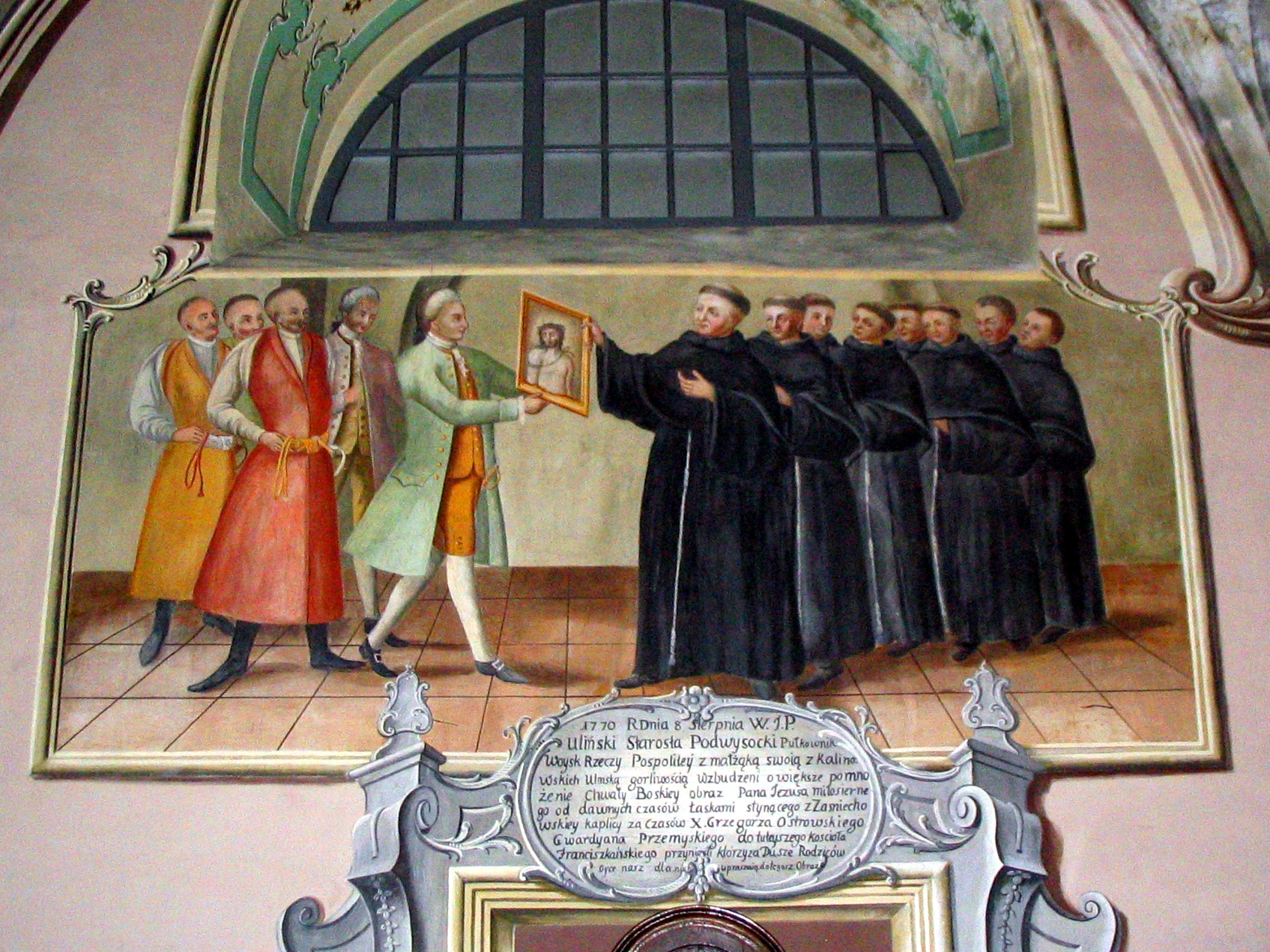
Freska znázorňuje věnování kostelu obraz Milosrdného Krista

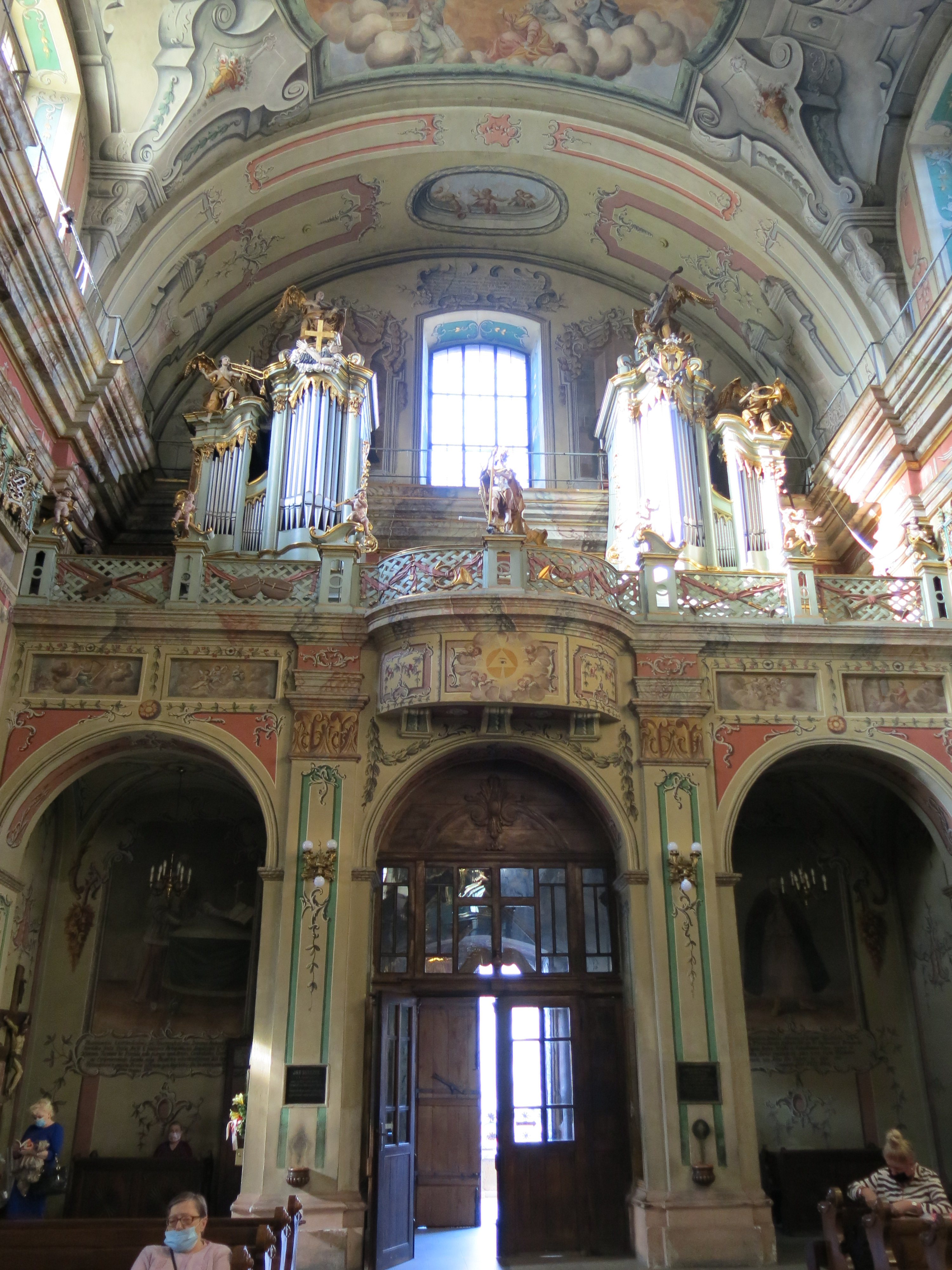
Kůr s varhanami

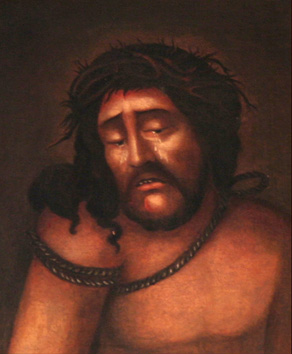
Obraz Milosrdný Kristus

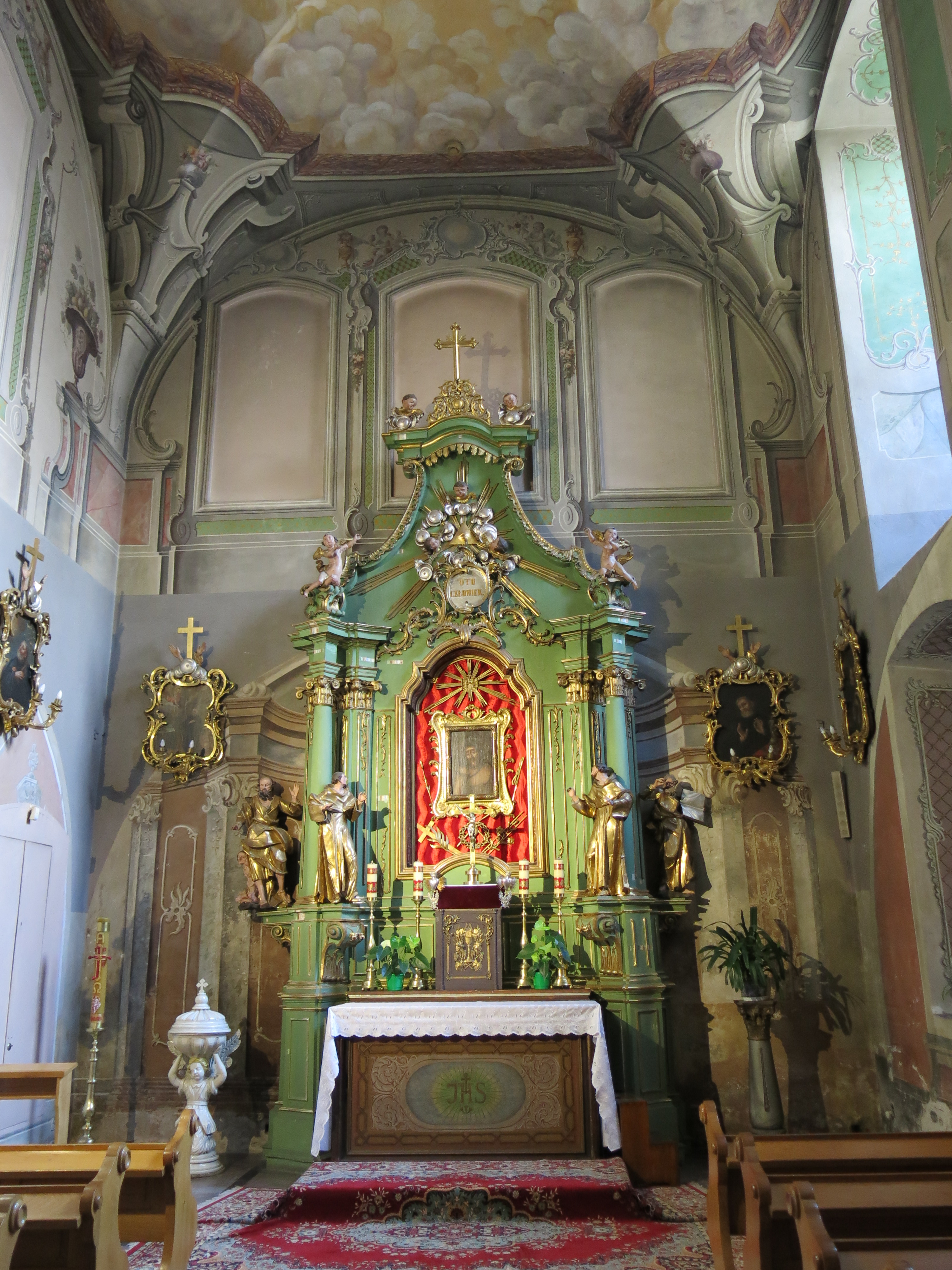
Oltář s obrazem Ježíše milosrdného

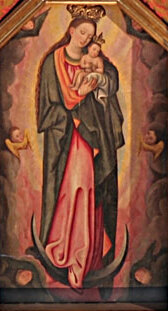
Obraz Neposkvrněné Matky Boží

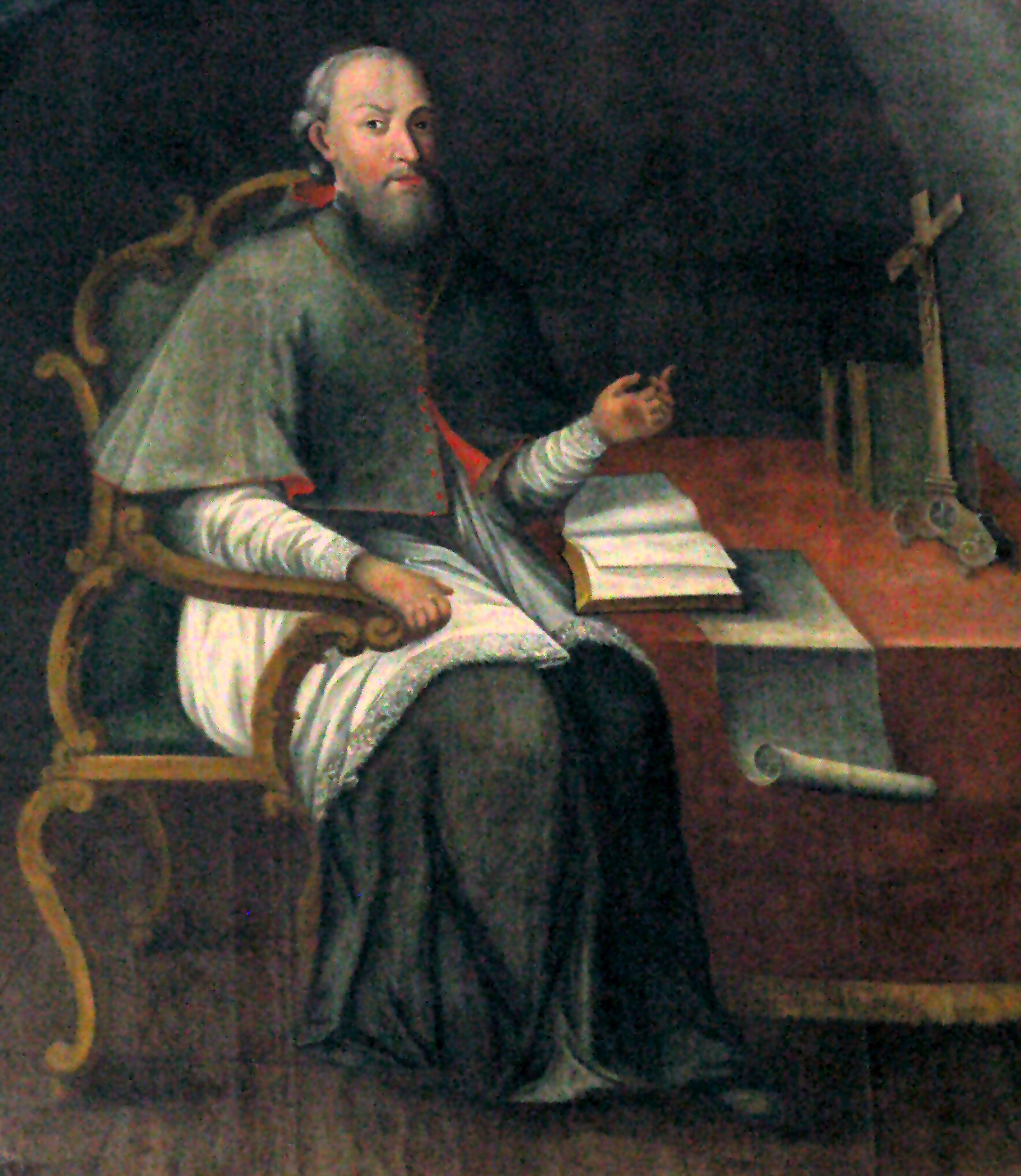
Podobizna biskupa Erica de Winsen v presbytáři

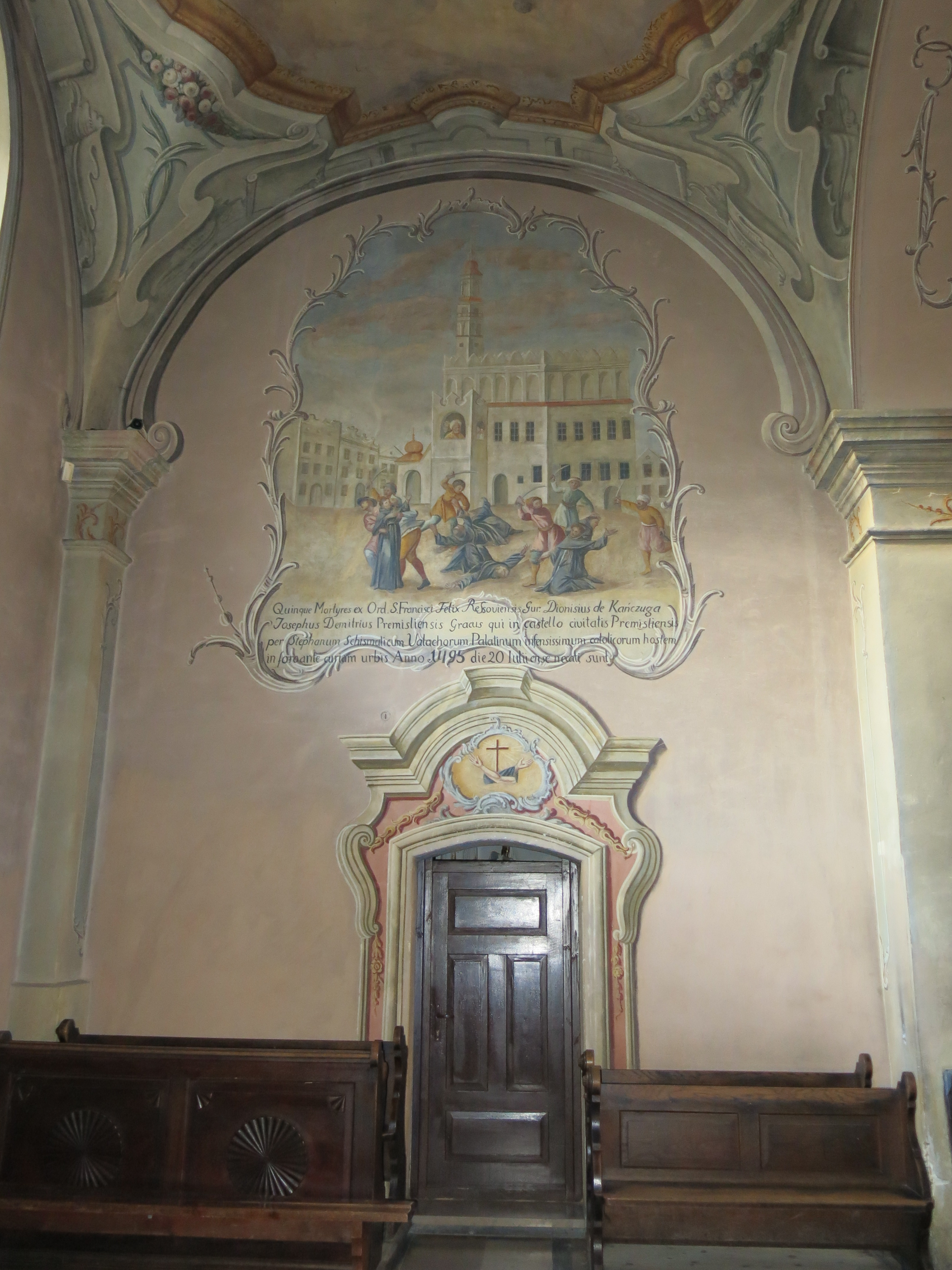
Smrt františkánských mnichů na náměstí v Přemyšlu v roce 1498

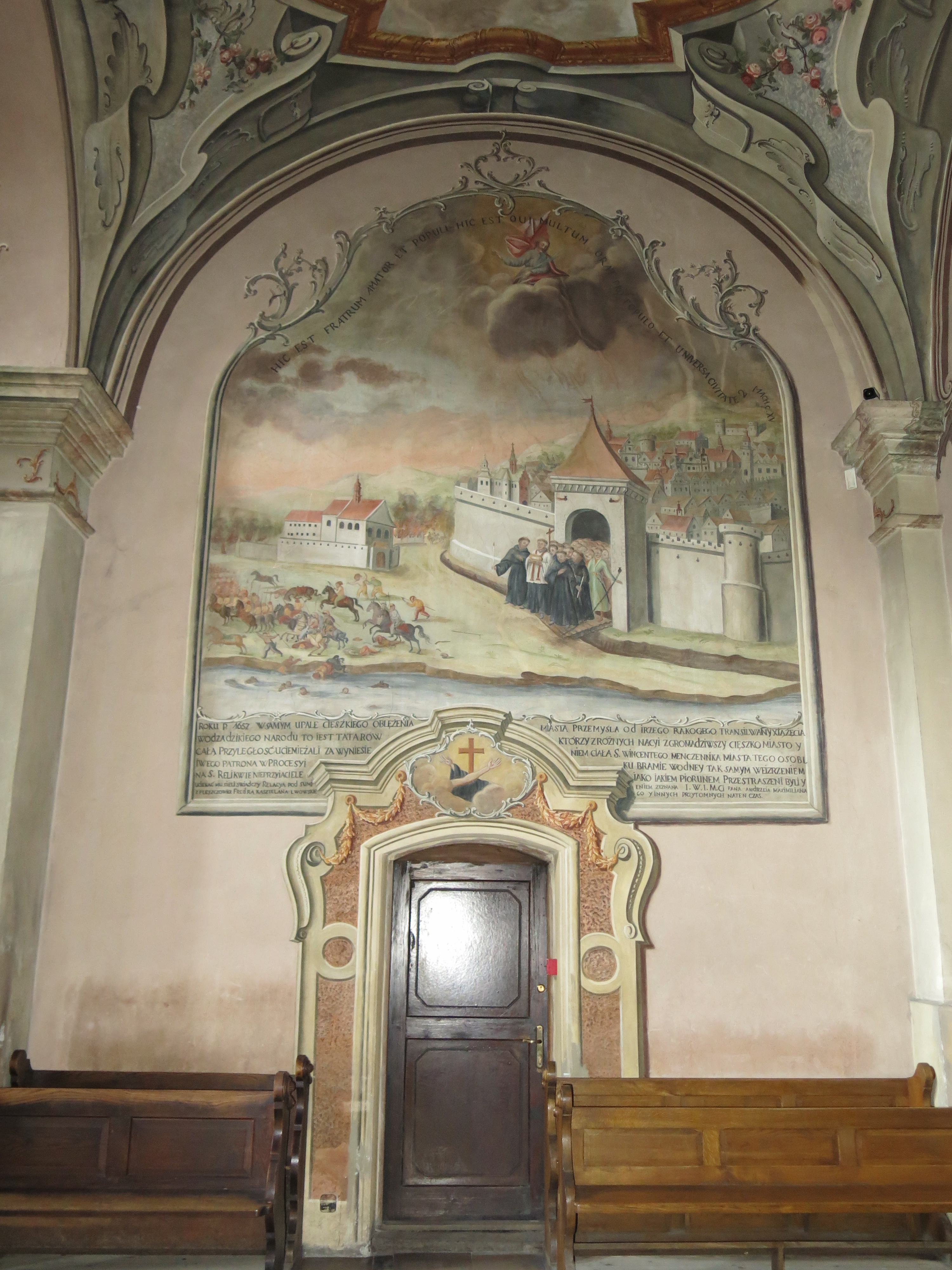
Záchrana města přímluvou ke sv. Vincentovi

## Popis kostela

### Fasáda
Před průčelím jsou tři sochy ze 2. poloviny 18. století, uprostřed "Nejsvětější Panna Marie neposkvrněného početí", po stranách bl. Jan Duns Szkot a sv. Gilles. V horní části fasády je polychromovaná korunovace "Matky Boží". Pod ní je latinský nápis Domine De Tuis Donis Oferimus Tibi („Pane z Tvých darů darujeme Tobě“). Nad vchodem do kostela je obraz zobrazující holubici (symbol Ducha svatého) a nápis In Honorem B. Mariae Immaculatae („Na počest Neposkvrněné“). V levé části fasády jsou obrazy bl. Jakuba Střemie a bl. Jana z Bytomu. V pravé části jsou obrazy přemyšlského biskupa Eryka de Winsen a bl. Bonaventury z Potenzy.

### Presbytář
Hlavní oltář navrhl lvovský architekt a sochař Piotr Polejowski. Ústředním prvkem oltáře je tzv. "zázračný obraz" Neposkvrněné Panny Marie z přelomu 16. a 17. století. Nad ním je umístěn obraz Smrt sv. Marie Magdalény. V oltáři jsou 4 velké rokokové sochy: sv. Petr, sv. Pavel, bl. Jan Duns Szkot a sv. Gilles. Dále zde jsou 2 ženské postavy: alegorie "Víry" a "Naděje". Na bočních stěnách hlavního oltáře visí vpravo obraz Modlitba sv. Františka a vlevo Klanění bl. Jakuba Strzemie Nejsvětější svátosti. V presbytáři jsou dále portréty hlavních dárců stavby kostela: arcibiskupa Wacława Hieronima Sierakowského, sourozenců Sebastiana i Wawrzyńca Morskich a obraz biskupa Erica de Winsen.

### Hlavní loď
V hlavní lodi jsou dva oltáře: sv. Antonína a sv. Františka. Na levé straně je kazatelna s postavou sv. Františka, stojícího na zeměkouli při kázání ptákům a scéna jeho kázání rybám.

### Pravá loď
V této lodi se nachází kaple Milosrdného Ježíše, která byla postavena v roce 1911. Zde je umístěn obraz Milosrdného Krista ze 17. století. Na pilířích jsou oltáře sv. Valentýna a bl. Jakuba Strzemie. V zadní části lodi je freska znázorňující smrt františkánských mnichů z rukou vojáků Štěpána III. Velikého (moldavský vládce), v roce 1498.

### Levá loď
V této lodi je oltář sv. Maximilián Kolbeho, nad nímž je umístěn obraz "Panny Marie věčné pomoci", obklopený rokokovými postavami andělů, oltář sv. Vincenta a oltář Proměnění Páně. Na boční zdi se nachází freska zobrazující věnování kostelu obraz Milosrdného Krista, podwysockým starostou Augustem Uliňským, v roce 1770. V zadní části je freska znázorňující obléhání Přemyšle v roce 1657 vojsky Jiřího II. Rákócziho a záchrana města přímluvou ke sv. Vincenci.

### Chór a varhany
Rokokové sochy na chóru: David hrající na harfu a andělé s různými nástroji. Varhany pocházejí ze 2. poloviny 18. století. Původně s mechanickým mechanismem a vybavené 14 rejstříky a jedním manuálem. V roce 1928 byly elektrifikovány, doplněny staré rejstříky, přidány tři nové a rozšíření na dva manuály. Další rozsáhlá rekonstrukce proběhla v roce 1949: varhanní skříň byla rozdělena na dvě části a pult byl umístěn do středu chóru, nástroj byl změněn z mechanického na elektropneumatický a bylo přidáno 7 nových rejstříků (nyní celkem 24).

### Fresky na klenbě
Na klenbách jsou četné fresky: Zvěstování nejsvětější Panně Marii, Bůh Otec, Oko prozřetelnosti, Sbor andělů, Klanění všem svatým, Ecce Homo, sv. František na trůnu Lucifera, Klanění kříži, Vidění sv. Antonína Paduánského, Svatí františkánové, Nanebevzetí Matky Boží, Zázrak sv. Antonína, Kázání sv. Antonína.

### Relikvie sv. Vincenta
Relikvie sv. Vincenta se dostala do kostela v 16. století. Podle pověsti, díky ní v roce 1657 Jiří II. Rákóczi zanechal obléhání města, což ilustruje freska v levé lodi. Poslední srpnovou neděli je organizována slavnost patrona města, tzv. Vincentiáda. Františkáni slouží slavnostní liturgii, po které se, spolu s obyvateli města, vydávají do ulic a nesou relikvii svého patrona.
Ke kostelu přiléhá komplex františkánského kláštera.